# Fay Weldon
Fay Weldon, de nacimiento Franklin Birkinshaw (Birmingham, Inglaterra, 22 de septiembre de 1931-Northampton, Inglaterra, 4 de enero de 2023), fue una escritora británica.

## Biografía
Fue una novelista británica, escritora de cuentos, dramaturga y ensayista cuyo trabajo se ha asociado con el feminismo. En su ficción, retrata a las mujeres contemporáneas que están "apegadas" a las situaciones producidas por la opresiva sociedad occidental estructurada sobre todo por los británicos.[cita requerida]
Su abuelo materno, Edgar Jepson (1863-1938), y su madre, Margaret (1907-2003) con el pseudónimo de Pearl Bellairs eran novelistas y fueron una gran influencia para ella.
Pasó sus primeros años de vida en Auckland, Nueva Zelanda, donde trabajaba su padre como médico. Pero a los 14 años, después del divorcio de sus padres, se trasladó a Inglaterra con su madre y su hermana Jane y desde entonces nunca vio a su padre, después se trasladó a Londres para dar a luz a un hijo ilegítimo.
Un poco más tarde de dar a luz, se casó con su primer marido, Ronald Bateman, un maestro que tenía 20 años más que ella y que no era el padre biológico de su hijo.
Comenzaron a vivir en Acton, Londres, y se divorciaron dos años más tarde. Después de su divorcio comenzó a trabajar en la industria de la publicidad. Como jefe de escritura y preparación de los términos de propaganda, fue responsable de la publicación de la frase "Ir a trabajar en un huevo”, cuyo objetivo era proponer para desayunar huevos, para empezar bien el día.
Tuvo una desavenencia con Salman Rushdie, debido a que el jurado del premio Booker, dirigido por Weldon, no le otorgó dicho reconocimiento por su novela "Vergüenza".
Se encontraba casada con el poeta Nick Fox y vivían en Hampstead, Londres.

## Algunas publicaciones

### Libros
- The Fat Woman's Joke (1967)
- Down Among the Women (1971)
- Words of Advice (1974)
- Female Friends (1975)
- Remember Me (1976)
- Little Sisters (1977)
- Weekend (1978)
- Praxis (1978)
- Puffball (1980)
- Watching Me, Watching You (1981)
- The President's Child (1982)
- The Life and Loves of a She-Devil (1983)
- Letters to Alice: On First Reading Jane Austen (1984)
- Polaris and Other Stories (1985)
- Rebecca West (1985)
- The Shrapnel Academy (1986)
- The Rules of Life (1987)
- The Heart of the Country (1987)
- The Hearts and Lives of Men (1987)
- Leader of the Band (1988)
- Wolf: The Mechanical Dog (1988)
- The Cloning of Joanna May (1989)
- The Roots of Violence (1989)
- Party Puddle (1989)
- Darcy's Utopia (1990)
- Moon Over Minneapolis (1991)
- Growing Rich (1992)
- Question of Timing (1992)
- Life Force (1992)
- Trouble (1993)
- Affliction (1994)
- Angel, All Innocence (1995)
- Splitting (1995)
- Wicked Women (1996)
- Nobody Likes Me! (1996)
- Worst Fears (1996)
- Big Girls Don't Cry (1996)
- Big Women (1997)
- My Mother Said (1998)
- A Hard Time To Be A Father (1998)
- Godless in Eden (1999)
- Rhode Island Blues (2000)
- The Bulgari Connection (2001)
- Nothing to Wear and Nowhere to Hide (2002)
- Mantrapped (2004)
- She May Not Leave (2006)
- What Makes Women Happy (2006)
- The Spa Decameron (2007)
- The Stepmother's Diary (2008)
- Chalcot Crescent (2009)
- Kehua! (2010)
- Habits of the House (2012)
- Sacred Cows (2012)
- Long Live the King (2013)
- The New Countess (2013)
- The Ted Dreams (2014)
- Mischief (2015)
- Before the War  (2016)
- Death of a She-Devil (2017)
- After the Peace (2018)
- Why Will No-One Publish My Novel? (2018)

Publicó una autobiografía de sus primeros años, Auto da Fay (en alusión a auto de fe), en 2002.